# تعرية كاتبة تحت المهجر
تعرية كاتبة تحت المهجر، مجموعة نصوص وحوارات من مؤلفات الشاعرة والكاتبة العربية السورية غادة السمان، صدرت في عام 2018، عن منشورات غادة السمان في بيروت، لبنان.